# Илетское сельское поселение
Илетское сельское поселение — муниципальное образование (сельское поселение) в составе Параньгинского района Марий Эл Российской Федерации.
Административный центр поселения — село Илеть.

## История
Статус и границы сельского поселения установлены Законом Республики Марий Эл от 18 июня 2004 года № 15-З «О статусе, границах и составе муниципальных районов, городских округов в Республике Марий Эл».

## Население
| 2010 | 2011 | 2012 | 2013 | 2014 | 2015 | 2016 |
| ---- | ---- | ---- | ---- | ---- | ---- | ---- |
| 586  | ↘584 | ↘573 | ↘553 | ↘541 | ↘533 | ↘523 |
| 2017 | 2018 | 2019 | 2020 | 2021 | 2023 |      |
| ↘513 | ↘502 | ↘496 | ↘473 | ↘428 | ↘420 |      |

## Состав поселения
В состав сельского поселения входят 3 деревни и 1 село:
| № | Населённый пункт | Тип населённого пункта       | Население |
| - | ---------------- | ---------------------------- | --------- |
| 1 | Бирюки           | деревня                      | 39        |
| 2 | Дубровка         | деревня                      | 21        |
| 3 | Илетнур          | деревня                      | 34        |
| 4 | Илеть            | село, административный центр | 492       |